# Bílek (Chotěboř)
Bílek  je vesnice a část města Chotěboř v okrese Havlíčkův Brod.

## Název
Název se vyvíjel od varianty Bilek (1787), Bílek (1843). Místní jméno odkazuje na prvního usedlíka Bílka.

## Historie
Kamenný most přes řeku Doubravu, chráněný jako kulturní památka, byl údajně postaven za Karla IV. První písemná zmínka o vesnici z roku 1716 se nachází v matrice narozených farnosti Krucemburk. Osada patřila do panství Ditrichštejnů. Od roku 1781 osadu spravoval Karel Jan z Ditrichštejna, v roce 1787 zde již stálo 29 domů, od roku 1802, kdy zdědil Nové Město nad Metují, přijal Karel přízvisko z Leslié. Po něm zdědil osadu v roce 1808 František Josef Jan z Ditrichštejna, který ji spravoval do zrušení patrimoniální správy (1848). V roce 1843 je připomínán panský železný hamr a mlýn, které v roce 1882 zničila velká voda na Doubravě, která protrhla hráze rybníků mezi Bílkem a Sopotami (součást obce Sobíňov).
V obci se nachází pěkná zvonička z roku 1858, která byla v roce 1994 obnovena za přispění paní Marthy Benson ze Spojených států amerických, jejíž babička paní Josefa Bauerová z Bílku pocházela. V dobách páry byla kousek za obcí směrem na Chotěboř vystavěna vodárenská věž dodávající vodu na 3 km vzdálenou stanici Chotěboř. Věž sloužila svým účelům v letech 1893–1953. 
Škola v obci nebyla a tak bílecké děti musely chodit do školy do Sopot. Aby v zimě nemusely tuto cestu absolvovat, byla pro ně v roce 1898 v obci zřízena zimní expozitura sopotské školy. V roce 1901 pak místní zastupitelé rozhodli o stavbě vlastní školy, kterou postavil v letech 1901–1902 chotěbořský stavitel Kruml. Na budově je umístěn zajímavý reliéf Jana Amose Komenského.
Mezi Bílkem a Chotěboří se nachází malebný úsek řeky Doubravy zvaný Údolí řeky Doubravy. Směrem na Sobíňov se nachází přírodní rezervace Niva Doubravy. V letech 1924–1925 byl vedle historického kamenného mostu postaven na státní silnici z Chotěboře do Žďáru nad Sázavou nový betonový most, který byl v roce 2011 rekonstruován. V obci se též nachází rozsáhlý objekt bývalé vojenské posádky – v letech 1933 a 1934 vznikly v okolních lesích rozsáhlé vojenské muniční sklady. Za okupace v letech 1941–1942 byla pak zřízena vlečka spojující tyto sklady s chotěbořským nádražím. V souvislosti s muničními sklady byla také v roce 1942 vybudována železniční zastávka.
Od roku 1961 patří jako místní část k Chotěboři.

## Obyvatelstvo
| Rok            | 1869 | 1880 | 1890 | 1900 | 1910 | 1921 | 1930 | 1950 | 1961 | 1970 | 1980 | 1991 | 2001 | 2011 | 2021 |
| -------------- | ---- | ---- | ---- | ---- | ---- | ---- | ---- | ---- | ---- | ---- | ---- | ---- | ---- | ---- | ---- |
| Počet obyvatel | 447  | 440  | 429  | 395  | 392  | 354  | 345  | 321  | 411  | 417  | 351  | 368  | 316  | 273  | 266  |
| Počet domů     | 54   | 57   | 56   | 56   | 59   | 57   | 63   | 67   | 67   | 85   | 76   | 100  | 105  | 106  | 106  |

## Doprava
Bílkem prochází silnice II. třídy silnice II/345 a železniční trať Pardubice – Havlíčkův Brod. V zastávce Bílek zastavují pouze osobní vlaky.

## Osobnosti
- Pavel Křivský, archivář, historik, skaut, kněz, řeholník, spisovatel